# Епархия Биджнора
Епархия Биджнора (лат. Eparchia Biinorensis) — епархия Сиро-малабарской католической церкви c центром в городе Биджнор, Индия. Епархия Биджнора входит в латинскую митрополию Агры. Кафедральным собором епархии Биджнора является церковь святого Иосифа.

## История
23 марта 1972 года Римский папа Павел VI выпустил буллу In beatorum apostolorum, которой учредил апостольский экзархат Биджнора, выделив её из епархии Мератха.
26 февраля 1977 года Римский папа Павел VI издал буллу Quae cum Romano, которой преобразовал апостольский экзархат Биджнора в епархию с подчинением латинской архиепархии Агры. 

## Ординарии епархии
- епископ Gratian Mundadan (23.03.1972 – 14.08.2009);
- епископ John Vadakel (14.08.2009 – по настоящее время).

## Источник
- Annuario Pontificio, Libreria Editrice Vaticana, Città del Vaticano, 2003, ISBN 88-209-7422-3
- Булла In beatorum apostolorum  (лат.)
- Булла Quae cum Romano, AAS 69 (1977), стр. 497  (лат.)